# Ursus 1634
Ursus 1634 – ciężki ciągnik rolniczy produkowany w latach 1990–2009 przez Zakłady Mechaniczne "Ursus". Wyprodukowano 2210 egzemplarzy tego modelu.

## Główne dane techniczne
- Typ silnika: DS Martin (Martin Diesel) Z 8602.12 TURBO
- Moc silnika wg DIN 70020 - 114 kW (155 KM),
- Maksymalny moment obrotowy: 566,6 Nm,
- Liczba cylindrów: 6,
- Rodzaj wtrysku - bezpośredni,
- Średnica cyl./skok tłoka: 110/120 mm,
- Pojemność skokowa: 6842 cm³,
- Stopień sprężania 17,
- Jednostk. zużycie paliwa - 235 g/kWh,
- turbosprężarka K27-2966U17.21
- Pompa wtryskowa Motorpal PP6M9K1c-3120
- Wtryskiwacze VP81s453c2575
- Filtr powietrza - suchy,
- Rozrusznik Elmot R20e 24V 5,5 kW,
- Alternator Elmot A133-55
- Sprzęgło główne - cierne jednostopniowe z samoczynną regulacją luzu, sterowane hydraulicznie, o średnicy 380 mm
- Skrzynia przekładniowa - mechaniczna, synchronizowana, produkcji Považské strojárne później Manet a.s. 120/25
- Wzmacniacz momentu - włączany hydraulicznie, o przełożeniu 1,34,
- Tylny most - przekładnia główna ze zwolnicami planetarnymi,
- Liczba biegów przód/tył: 12/6,
- Blokada mech. różnicowego - mechaniczna,
- Wałek odbioru mocy (WOM): 540 lub 1000 obroty/min.,
- Min. moc z WOM przy obrotach znamionowych: 103 kW (140 KM),
- Funkcja podnośnika: regulacja siłowa, pozycyjna, mieszana, ciśnieniowa,
- Udżwig podnośnika: 5500 kg,
- Pompy hydrauliczne zębate: ZCT-16-L, PZ2-18-KS
- Wydatek hydrauliki zewnętrznej: 55 l/min.,
- Liczba wyjść hydrauliki zewnętrznej: 5,
- Ciśnienie nominalne na szybkozłączu: 16 MPa,
- Układ kierowniczy - hydrostatyczny z wychylnym kołem kierowniczym firmy FMR Pilmet[3],
- Koła przednie: 14,9 R28,
- Koła tylne: 20,8 R38,
- Rozstaw osi: 2706 mm,
- Prześwit 500 mm,
- Masa bez obciążników: 5190 kg,
- Masa z obciążnikami: 6300 kg,
- Zbiornik paliwa 170 dm³,
- Kabina komfortowa M87U (87.000.113), później M97 dwuosobowa o poziomie hałasu poniżej 80 dBA, produkcji FMR Agromet Kunów[4]
- Wskaźniki Meratronik Szczecin, KMGY Węgry
- Wentylacja i ogrzewanie ZSM Ostrów Wielkopolski
- Siedzisko SA50/1 lub Grammer DS85H/90A